# Mohammed El Mdaghri
Mohammed El Mdaghri (1938-1971) est un haut fonctionnaire et homme politique marocain. Il a exercé plusieurs fonctions de responsabilité dans l’administration financière du Maroc, notamment au sein du Ministère des Finances.

## Biographie
Il est diplômé de l’ÉNA à Paris, promotion Stendhal, en 1965,, avant de rejoindre l’administration marocaine.
Le 21 octobre 1969, il est nommé Commissaire du Gouvernement près la Banque du Maroc, conformément au Dahir n° 1‑70‑003 du 9 hija 1390 (5 février 1971), un poste stratégique assurant la liaison entre l’État et la banque centrale. 
Son nom figure également sur les billets de banque marocains, émis en 1970, en tant que signataire officiel dans sa fonction de commissaire du Gouvernement auprès de Bank Al-Maghrib.
Le 11 août 1971, il entre au 12ᵉ gouvernement marocain dirigé par Mohamed Karim Lamrani, en tant que sous-secrétaire d'État aux finances, assurant la fonction de Ministre des Finances, dans le contexte institutionnel de l’époque.
Il exerce cette fonction jusqu’à son décès prématuré en 1971, survenu quelques mois après sa nomination,,.